# 기능분석 심리치료
기능 분석 심리치료(FAP,Functional analytic psychotherapy)는 클라이언트 변화를 극대화하기위한 수단으로 치료 관계에 초점을 맞춘 임상 행동 분석(CBA)을 기반으로하는 심리 치료 접근 방식이다. 특히, FAP는 내담자 표적 행동에 대한 세션(session)내 우발적 대응이 치료적 개선으로 이어진다고 제안한다.
FAP는 1980년대에 심리학자 로버트 콜렌버그(Robert Kohlenberg)와  마비스 차이(Mavis Tsai)에 의해 처음 개념화되었으며, 클라이언트의 결과와 치료 관계의 질 사이에 임상적으로 중요한 연관성을 발견한 후 이러한 개념을 기반으로 한 인지행동 심리치료의 이론적 및 정신 역학적 모델을 개발하기 시작했다.  전통적인 학습심리학의 행동 원칙(예 : 강화, 일반화)은 FAP의 기초를 형성한다.
FAP는 심리 치료에 대한 이디오그래픽(idiographic)한 접근 방식으로  노모테틱(nomothetic)과는 반대의 접근 방식이다. 이것은 FAP 치료가 형태가 아닌 내담자의 행동 기능에 집중한다는 것을 의미한다. 목표는 표면적으로는 다르게 보일 수 있지만 모두 동일한 기능을 수행하는 광범위한 동작 클래스를 변경하는 것이다. 내담자와 치료사가 협력하여 치료에 들어가는 모든 내담자에 대해 하나의 치료 목표가 아닌 내담자의 치료 목표에 대한 고유한 임상 공식을 형성한다는 점에서 주요하다.

## 같이 보기
- ACT